# Universale Economica Feltrinelli dal 601 al 700

## Dal n. 601 al n. 700
- I 100 precedenti: Universale Economica Feltrinelli dal 501 al 600

| Universale Economica Feltrinelli |             | |                                                      |
|                                  |             | |                                                      |
|                                  | Sezione     | Titolo | Autore                                               |
| 601                              | Saggi       | Breve guida all'archeologia | André Parrot                                         |
| 602                              | Saggi       | Angoscia e nevrosi | Charles Rycroft                                      |
| 603                              | Narrativa   | Z: anatomia di un crimine politico | Vasilīs Vasilikos                                    |
| 604                              | Poesia      | Poesie, a cura di Dario Puccini | Miguel Hernández                                     |
| 605                              | Saggi       | Lavoro intellettuale e lavoro manuale nell'antica Grecia                                                                                                  | Benjamin Farrington                                  |
| 606                              | Documenti   | Le ballate, presentazione di Michele L. Straniero (con disco 45 giri)                                                                                     | Franco Trincale                                      |
| 607                              | Narrativa   | I racconti, con un saggio di Charles Baudelaire | Edgar Allan Poe                                      |
| 608                              | Saggi       | Psicoanalisi della guerra | Franco Fornari                                       |
| 609                              | Narrativa   | Le sollazzevoli istorie | Honoré de Balzac                                     |
| 610                              | Saggi       | Introduzione alla antropologia sociale | Lucy Mair                                            |
| 611                              | Saggi       | Comportamento animale e umano | Heinz Friedrich (a cura di)                          |
| 612                              | Varia       | Istruzione sessuale: per gli studenti delle Scuole Medie e i loro genitori, presentazione di Laura Conti                                                  | Ennio Oliva                                          |
| 613                              | Saggi       | L'Italia dalla dittatura alla democrazia, 1919-1948, vol. I                                                                                               | Franco Catalano                                      |
| 614                              | Saggi       | L'Italia dalla dittatura alla democrazia, 1919-1948, vol. II                                                                                              | Franco Catalano                                      |
| 615                              | Saggi       | Cibernetica per tutti, parte II, a cura di Vittoria Giuliani e Bruna Zonta                                                                                | Silvio Ceccato                                       |
| 616                              | Narrativa   | Chin P'ing Mei: romanzo erotico cinese del secolo XVI, 2 voll., a cura di Piero Jahier e Maj-Lis Rissler Stoneman, introduzione di Arthur Waley           |                                                      |
| 617                              | Saggi       | Storia della vita sulla Terra: l'evoluzione degli animali e delle piante                                                                                  | Emanuele Padoa                                       |
| 618                              | Saggi       | Imparare a pensare in 15 giorni, presentazione di Isaac Asimov                                                                                            | Edward de Bono                                       |
| 619                              | Saggi       | Universo violento: una testimonianza oculare sulla rivoluzione astronomica del 1968-1969                                                                  | Nigel Calder                                         |
| 620                              | Saggi       | La Comune di Parigi: le otto giornate di maggio dietro le barricate                                                                                       | Prosper-Olivier Lissagaray                           |
| 621                              | Poesia      | Poeti espressionisti tedeschi: dai precursori ai dadaisti                                                                                                 | Maria Teresa Mandalari (a cura di)                   |
| 622                              | Saggi       | Storia della rivoluzione russa, vol. I | Maksim Gor'kij (e altri, a cura di)                  |
| 623                              | Saggi       | Storia della rivoluzione russa, vol. II | Maksim Gor'kij (e altri, a cura di)                  |
| 624                              | Saggi       | Storia della rivoluzione russa, vol. III | Maksim Gor'kij (e altri, a cura di)                  |
| 625                              | Saggi       | Storia della rivoluzione russa, vol. IV | Maksim Gor'kij (e altri, a cura di)                  |
| 626                              | Saggi       | Guida alla linguistica | Georges Mounin                                       |
| 627                              | Narrativa   | Il buon soldato Sc'vèik, 2 voll. | Jaroslav Hašek                                       |
| 628                              | Narrativa   | Herzog | Saul Bellow                                          |
| 629                              | Narrativa   | Coppie | John Updike                                          |
| 630                              | Saggi       | Le armi del fascismo 1921-1971 | Pietro Secchia                                       |
| 631                              | Saggi       | Il western: fonti, forme, miti, registi, attori, filmografia, introduzione di Goffredo Fofi                                                               | Raymond Bellour (a cura di)                          |
| 632                              | Oriente     | La via dello Zen | Alan Watts                                           |
| 633                              | Narrativa   | Il diritto all'ozio, introduzione di Maurice Dommanget | Paul Lafargue                                        |
| 634                              | Memoria     | Sul sentiero di guerra. Scritti e testimonianze degli Indiani d'America                                                                                   | Charles Hamilton (a cura di)                         |
| 635                              | Saggi       | Storia della linguistica del XX secolo | Georges Mounin                                       |
| 636                              | Saggi       | La malattia della psicoanalisi, introduzione di Charles Rycroft                                                                                           | Geoffrey Gorer (e altri)                             |
| 637                              | Saggi       | Storia delle scienze della natura (2 voll.: I: Dai Babilonesi a Newton; II: Da Newton a Einstein)                                                         | Stephen F. Mason                                     |
| 638                              | Varia       | Sopra & sotto (caricature), presentazione di Miguel Ángel Gozalo                                                                                          | Chumy Chúmez                                         |
| 639                              | Saggi       | Storia del pensiero economico | William J. Barber                                    |
| 640                              | Narrativa   | A come Andromeda: romanzo di fantascienza | Fred Hoyle, John Elliot                              |
| 641                              | Varia       | Alfreud | Alfredo Chiappori                                    |
| 642                              | Saggi       | Marxismo e strutturalismo | Lucien Sebag                                         |
| 643                              | Narrativa   | Il tallone di ferro | Jack London                                          |
| 644                              | Saggi       | I due versanti della storia: storia della colonizzazione                                                                                                  | Guy de Bosschère                                     |
| 645                              | Saggi       | I due versanti della storia: storia della decolonizzazione)                                                                                               | Guy de Bosschère                                     |
| 646                              | Narrativa   | Teresa e Isabella e La donna col renard | Violette Leduc                                       |
| 647                              | Saggi       | Energia per il futuro | Filippo Accinni, Giancarlo Cavalleri                 |
| 648                              | Narrativa   | Pinocchio, a cura di Fernandp Tempesti | Carlo Collodi                                        |
| 649                              | Saggi       | I genitori devono sapere, prefazione di Laura Schwarz | Lea Barinbaum                                        |
| 650                              | Saggi       | Enciclopedia illustrata degli animali, vol. I: Mammiferi, 1                                                                                               | Hans-Wilhelm Smolik                                  |
| 651                              | Saggi       | Enciclopedia illustrata degli animali, vol. II: Mammiferi, 2                                                                                              | Hans-Wilhelm Smolik                                  |
| 652                              | Saggi       | Enciclopedia illustrata degli animali, vol. III: Uccelli                                                                                                  | Hans-Wilhelm Smolik                                  |
| 653                              | Saggi       | Enciclopedia illustrata degli animali, vol. IV: Rettili, anfibi, pesci                                                                                    | Hans-Wilhelm Smolik                                  |
| 654                              | Saggi       | Enciclopedia illustrata degli animali, vol. V: Invertebrati e Dizionario zoologico                                                                        | Hans-Wilhelm Smolik                                  |
| 655                              | Saggi       | La scoperta delle origini dell'uomo: dieci anni di ricerche sull'evoluzione umana                                                                         | Louis Seymour Bazett Leakey, Vanne Morris Goodall    |
| 656                              | Saggi       | Saggi sulla religione, a cura di Ludovico Geymonat | John Stuart Mill                                     |
| 657                              | Narrativa   | I racconti | Giuseppe Tomasi di Lampedusa                         |
| 658                              | Saggi       | Guida all'ecologia | Pierre Aguesse                                       |
| 659                              | Varia       | Introduzione alla musica elettronica | Armando Gentilucci                                   |
| 660                              | Poesia      | Odissea, a cura di Emilio Villa | Omero                                                |
| 661                              | Saggi       | La vita di Gesù, a cura di Bruno Revel | Ernest Renan                                         |
| 662                              | Saggi       | Stato e anarchia, introduzione di Maurizio Maggiani | Michail Bakunin                                      |
| 663                              | Saggi       | Origine della disuguaglianza, a cura di Giulio Preti | Jean-Jacques Rousseau                                |
| 664                              | Saggi       | Introduzione alla filosofia della scienza | David William Theobald                               |
| 665                              | Varia       | Vado l'arresto e torno (caricature), con una lettera di Oreste Del Buono                                                                                  | Alfredo Chiappori                                    |
| 666                              |             | |                                                      |
| 667                              | Saggi       | Due forme di dominio borghese: liberalismo e fascismo | Reinhard Kuhnl                                       |
| 668                              | Saggi       | I confini della conoscenza della natura | Emil Du Bois-Reymond                                 |
| 669                              | Narrativa   | Una donna, con uno scritto di Emilio Cecchi | Sibilla Aleramo                                      |
| 670                              | Narrativa   | Il ragazzo, prefazione di Edda Cantoni | Jules Vallès                                         |
| 671                              | Narrativa   | Cent'anni di solitudine | Gabriel García Márquez                               |
| 672                              | Scientifica | Introduzione allo studio della medicina sperimentale, 2 voll.                                                                                             | Claude Bernard                                       |
| 673                              | Saggi       | Storia naturale dell'aggressività (atti del simposio tenuto al British Museum di Londra dal 21 al 22 ottobre 1963), prefazione di Danilo Mainardi         | John Dennis Carthy e Francis John Ebling (a cura di) |
| 674                              | Narrativa   | Altre inquisizioni | Jorge Luis Borges                                    |
| 675                              | Saggi       | Scimmie-uomo o uomini-scimmia? Storia delle scoperte in Africa dei più antichi fossili di Ominidi                                                         | Wilfrid E. Le Gros Clark                             |
| 676                              | Saggi       | Scritti, a cura di Mario De Micheli | Pablo Picasso                                        |
| 677                              | Narrativa   | Vogliamo tutto | Nanni Balestrini                                     |
| 678                              | Memoria     | Senza tregua: la guerra dei GAP (Gruppi di Azione Patriottica)                                                                                            | Giovanni Pesce                                       |
| 679                              | Narrativa   | Tropico del Cancro, prefazione di Mario Praz | Henry Miller                                         |
| 680                              | Narrativa   | Gatto e topo | Günter Grass                                         |
| 681                              | Narrativa   | Prosa e critica futurista | Mario Verdone (a cura di)                            |
| 682                              |             | |                                                      |
| 683                              | Poesia      | Poesia operaia tedesca del '900 | Maria Teresa Mandalari (a cura di)                   |
| 684                              | Narrativa   | Le favole, a cura di Manlio Flagella | Fedro                                                |
| 685                              |             | |                                                      |
| 686                              | Poesia      | Antologia della poesia italiana, dalle origini al Trecento, vol. I                                                                                        | Alfredo Giuliani (a cura di)                         |
| 687                              | Poesia      | Antologia della poesia italiana, dalle origini al Trecento, vol. II                                                                                       | Alfredo Giuliani (a cura di)                         |
| 688                              |             | |                                                      |
| 689                              |             | |                                                      |
| 690                              |             | |                                                      |
| 691                              |             | |                                                      |
| 692                              | Saggi       | Il socialismo anarchico in Italia | Enzo Santarelli                                      |
| 693                              | Saggi       | Dell'insurrezione di Milano nel 1848 e della successiva guerra: memorie, introduzione di Franco Catalano                                                  | Carlo Cattaneo                                       |
| 694                              | Poesia      | Poesia degli ultimi americani | Fernanda Pivano (a cura di)                          |
| 695                              | Narrativa   | Il romanzo del sottosuolo (L'altro io - Il marito di Akul'ka - Ricordi del sottosuolo - L'eterno marito - Bobok - La mite - Il sogno di un uomo ridicolo) | Fëdor Dostoevskij                                    |
| 696                              | Memoria     | La via cilena, conversazione con Régis Debray | Salvador Allende                                     |
| 697                              | Saggi       | Animali primitivi viventi, a cura di Lucia Caterina | Claude Delamare-Deboutteville e Lazar Botosaneanu    |
| 698                              | Saggi       | Storia di parole italiane | Angelo Prati                                         |
| 699                              | Saggi       | Dalla Cina | Maria Antonietta Macciocchi                          |
| 700                              | Saggi       | L'arte cinese: profilo storico | Gina Pischel                                         |

- I 100 successivi: Universale Economica Feltrinelli dal 701 al 800